# گوستاف آنتون فون ویترسهایم
گوستاف آنتون فون ویترسهایم (به آلمانی: Gustav Anton von Wietersheim) (۱۱ فوریه ۱۸۸۴ – ۲۵ آوریل ۱۹۷۴) نظامی بلندپایه آلمانی در دوره رایش سوم بود که فرماندهی یگان‌هایی را در نیروی زمینی در جریان جنگ جهانی دوم بر عهده داشت.
ویترسهایم بین سال‌های ۱۹۳۸ تا ۱۹۴۲ سپاه ۱۴ موتوریزه را که در این مدت به زرهی تغییر عنوان داد، هدایت کرد. او با این سپاه نقش سرنیزه زرهی ارتش ششم فریدریش پائولوس در اوایل نبرد استالینگراد را ایفا نمود. مدت کوتاهی پس از ورود آلمانی‌ها به شهر، اختلاف نظر بر سر چگونگی ادامه نبرد، موجب عزل ویترسهایم توسط پائولوس شد. از آن زمان از خدمت در ورماخت مرخص گشت و دیگر هیچ جایگاهی در نیروهای مسلح به او داده نشد.

## سال‌های اولیه
گوستاف فون ویترسهایم روز ۱۱ فوریه سال ۱۸۸۴ در در برسلاو زاده شد. خاندانی با پیشینه نظامی داشت. در دانشکده‌های افسری مختلف تحصیل کرد و روز ۳۰ دسامبر سال ۱۹۰۲ به عنوان درجه‌دار وارد خدمت نیروی زمینی امپراتوری آلمان شد. در عرض یک سال با درجه ستوان دوم و در هنگ ۴ گرنادیر محافظ به سلک افسران درآمد.
فون ویترسهایم هنگام آغاز جنگ جهانی اول در ماه اوت سال ۱۹۱۴ ستوان یکم بود. ماه اکتبر همان سال به درجه سروان ترفیع گرفت. در قالب لشکر نخبه یکم محافظ در جبهه غربی در تهاجم به بلژیک حضور داشت و در مارن، فلاندر و کامپانیه جنگید. بهار سال ۱۹۱۵ با لشکر به جبهه شرقی منتقل شد و در تصرف گالیسیا مشارکت کرد. این لشکر مجدداً به فرانسه در غرب بازگشت و در ناحیه آرتوآ به نبرد پرداخت. بیشتر نیمه نخست سال ۱۹۱۶ صرف بازسازی در پشت خط مقدم یا قسمت‌های آرام، شد. ماه اوت درگیر نبرد سُم بود. لشکر در تمامی این رزمگاه‌ها متحمل تلفات سنگین شد که البته فون ویترسهایم یکی از آن‌ها نبود. سال ۱۹۱۷ وارد ستاد کل شد و در ستاد لشکر سوم پیاده‌نظام پومرانی قرار گرفت. جنگ را در ستاد سپاه ۲۵ ذخیره به پایان رساند.

## رایشسور
فون ویترسهایم پس از جنگ در رایشسور صد هزار نفری باقی ماند. سال ۱۹۲۴ فرمانده یک گروهان در هنگ ۵ پیاده‌نظام پروس در پومرانی شد. سال ۱۹۲۵ به درجه سرگرد ترفیع گرفت و به بخش آموزش در وزارت دفاع در برلین منتقل شد. روز ۱ فوریه سال ۱۹۲۹ فرماندهی گردان ۲ یِبگر در هنگ ۱۷ پیاده‌نظام در گسلار را بر عهده گرفت. یک سال بعد به درجه سرهنگ دوم ترفیع گرفت و سال ۱۹۳۲ به عنوان رئیس ستاد لشکر یکم سواره‌نظام در برسلاو منصوب گشت. روز ۱ نوامبر همان سال سرهنگ تمام شد. سپس رئیس ستاد لشکر سوم پیاده‌نظام در فرانکفورت-اودر (۱۹۳۴–۱۹۳۳)، افسر ستاد در بخش عملیات‌های دفتر آموزش (۱۹۳۵–۱۹۳۴) و رئیس بخش عملیات‌های فرماندهی عالی نیروی زمینی (۱۹۳۶–۱۹۳۵) بود. در این مدت روز ۱ ژوئیه سال ۱۹۳۴ به درجه سرتیپ و ۱ آوریل سال ۱۹۳۶ به درجه سرلشکر ترفیع گرفت.

## ورماخت
فون ویترسهایم روز ۶ اکنبر سال ۱۹۳۶ فرماندهی لشکر بیست‌ونهم پیاده‌نظام را در ارفورت در دست گرفت و آن را به یک لشکر موتوریزه بدل ساخت. روز ۱ فوریه سال ۱۹۳۸ به درجه سپهبد (ژنرال پیاده‌نظام) نائل آمد و با نشان دادن مهارت در این زمینه، روز ۱ مارس فرمانده سپاه ۱۴ موتوریزه در ماگدبورگ شد.
سال ۱۹۳۸ سخن از برگزیدن فون ویترسهایم به عنوان فرمانده کل جبهه غربی در صورت وقوع جنگ با تهاجم آلمان به چکسلواکی، به میان آمد. با این حال سختان او در انتقاد از وضعیت وست‌وال خوشایند هیتلر نبود. همین تیرگی روابط او با فرماندهی عالی بود که احتمالاً سبب شد، با وجود عملکرد خوب در هدایت یک سپاه، هیچگاه فرماندهی یک ارتش میدانی به فون ویترسهایم سپرده نشود.

### جنگ جهانی دوم
ترفیع درجات:
- ۱۴ نوامبر ۱۹۰۳: ستوان دوم
- ----- : ستوان یکم
- ۸ اکتبر ۱۹۱۴: سروان
- ۱ آوریل ۱۹۲۵: سرگرد
- ۱ فوریه ۱۹۳۰: سرهنگ دوم
- ۱ نوامبر ۱۹۳۲: سرهنگ
- ۱ ژوئیه ۱۹۳۴: سرتیپ
- ۱ آوریل ۱۹۳۶: سرلشکر
- ۱ فوریه ۱۹۳۸: سپهبد (ژنرال نیروهای زرهی)

با آغاز جنگ جهانی دوم فون ویترسهایم سپاه ۱۴ موتوریزه را در نبرد لهستان در نواحی رادوم و ورشو رهبری کرد. در جریان نبرد فرانسه در سال ۱۹۴۰ مسئول امنیت‌بخشی به دیواره‌های حرکت نیروهای زرهی از جنگل‌های آردن به سمت کانال مانش بود.
در تهاجم به یوگسلاوی و شوروی در سال ۱۹۴۱ مشارکت کرد. در نبردهای نواحی تارنوپول، کی‌یف و روستوف حضور داشت.
در قالب تهاجم تابستانه سال ۱۹۴۲ موسوم به مورد آبی، سپاه زرهی ویترسهایم روز ۲۳ اوت از جانب سپهبد فریدریش پائولوس، فرمانده ارتش ششم و مافوق خود، موظف به یورش به سمت رود ولگا در شمال استالینگراد شد. نیروهای او از این مسافت ۵۰ کیلومتری را با سرعت طی کردند و رود بعد خود را به این رود رساندند. در این حال با ضدحمله ارتش سرخ سپاه ۱۴ زرهی کاملا به محاصره افتاد. ویترسهایم آرایش دفاع خارپشتی به خود گرفت و منتظر رسیدن کمک از بیرون شد. با ضدحمله ارتش چهارم زرهی دشمن به سمت شهر پس زده و محاصره شکسته شد. به هر صورت با واکنش کُند پائولوس برقراری ارتباط با بیرون برای ویترسهایم تا روز ۲ سپتامبر به طول انجامید. در ادامه بروز اختلاف نظر شدید بین بین او و پائولوس بر سر چگونگی پیشبرد نبرد در استالینگراد سبب شد پائولوس روز ۱۵ سپتامبر ویترسهایم را از مقام خود خلع کند. سرلشکر هانس-والنتین هوبه جانشین او در مقام فرماندهی سپاه ۱۴ زرهی شد.
برخی منابع مدعی شده‌اند ویترسهایم در روزهای پایانی جنگ در سال ۱۹۴۵ به عنوان سرباز وظیفه در نیروی شبه‌نظامی فولکس‌شتورم می‌جنگیده است.

## پس از جنگ
ویترسهایم پس از جنگ دوران بازنشستگی خود را در والِرسبرگ در نزدیکی بُن گذراند. سپهبد گوستاف آنتون فون ویترسهایم در نهایت روز ۲۵ آوریل سال ۱۹۷۴ در سن ۹۰ سالگی درگذشت.

## کتابشناسی
- Mitcham, Samuel W. Jr.; Mueller, Gene (2012). Hitler's Commanders: Officers of the Wehrmacht, the Luftwaffe, the Kriegsmarine, and the Waffen-SS. Rowman & Littlefield. ISBN 978-1-4422-1153-7.